# Leigh Whipper
Leigh Whipper est un acteur américain né le 29 octobre 1876 à Charleston (États-Unis), et mort le 26 juillet 1975 à New York.

## Biographie
Leigh Whipper est le premier afro-américain à se joindre à l'association Actors' Equity (en), et l'un des fondateurs de l'Actors Negro Guild of America. Il est surtout connu pour le rôle de Crooks dans le film Des souris et des hommes, un rôle qu'il a repris à Broadway.
Formé à l'Université de droit de Howard (qu'il a quitté en 1895), il n'a jamais pratiqué comme avocat. Sans aucune formation dramatique, il a fait sa première apparition à Broadway dans Georgie Minstrels. Il a tenu son premier rôle au cinéma dans les années 1920, dans le film muet The Symbol of the Unconquered (ou The Wilderness Trail).

## Filmographie partielle
- 1939 : Des souris et des hommes (Of Mice and Men), de Lewis Milestone - Crooks
- 1941 : En route vers Zanzibar (Road to Zanzibar), de Victor Schertzinger - Scarface
- 1941 : Sous le ciel de Polynésie (Bahama Passage), de Edward H. Griffith - Morales
- 1942 : Au temps des tulipes (The Vanishing Virginian), de Frank Borzage - oncle Josh Preston
- 1942 : Tondelayo (White Cargo), de Richard Thorpe - Jim Fish
- 1943 : L'Étrange Incident (The Ox-Bow Incident), de William A. Wellman - Sparks
- 1944 : L'Imposteur (The Impostor), de Julien Duvivier - Toba
- 1946 : Lame de fond (Undercurrent), de Vincente Minnelli - George
- 1949 : Frontières oubliées (Lost Boundaries), de Alfred L. Werker - le concierge
- 1955 : Ange ou Démon (The Shrike) de José Ferrer
- 1957 : The Young Don't Cry, de Alfred L. Werker - Doosy